# Лін (наркотик)

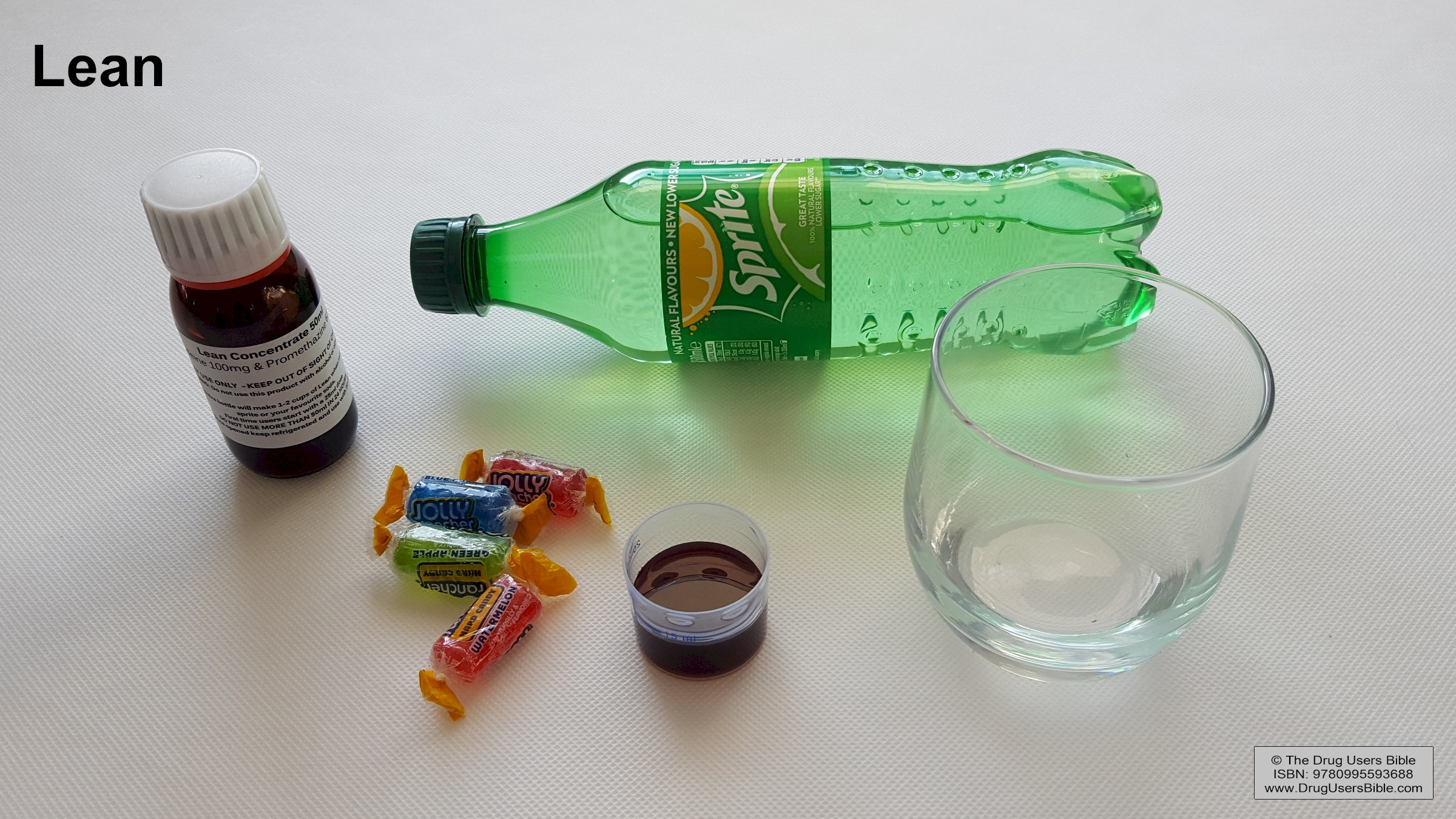
Інгредієнти для приготування Ліна: кодеїновий-прометазиновий сироп від кашлю, цукерка Jolly Rancher і Sprite.

Лін (також відомий як фіолетовий напій) — рекреаційний наркотичний напій, приготований шляхом суміші рецептурного сиропу від кашлю з газованим напоєм і карамеллю. Ця суміш виникла в Х'юстоні, штат Техас, і популярна в культурі хіп-хопу і на півдні Сполучених Штатів.

## Огляд

### Назва
Лін має пурпуровий відтінок, оскільки сиропи від кашлю найчастіше мають фіолетовий колір. Інші назви ліна: sizzurp, сироп, drank, barre, пурпурове желе, вок, техаський чай, брудний Sprite і Tsikuni .

### Інгредієнти
Як правило, основою для лина є ліки від застуди, що відпускаються за рецептом, зокрема сироп від кашлю, який містить як прометазін, так і кодеїн, проте також використовують безрецептурні ліки, в яких активним інгредієнтом вказано декстрометорфан, оскільки він може викликати аналогічні ефекти і виключити необхідність відвідування лікаря . Щоб приготувати питну суміш, сироп від кашлю змішують з Sprite, Mountain Dew або Fanta зі смаком винограду і зазвичай подають в пінистій чашці . Для додання суміші більш солодкого смаку може бути додана карамель, зазвичай від бренду Jolly Rancher .

## Ефект
Фізіологічний вплив ліна на людину полягає в тому, що він викликає легкі «ейфорійні побічні ефекти», які супроводжуються «порушенням рухових навичок, летаргією, сонливістю і діссоціатівним почуттям з боку всіх інших частин тіла». Було висловлено припущення, що суперсолодке поєднання газованої води, сиропу від кашлю і Jolly Ranchers забезпечує аромат і смак у роті, які залишаються на язиці протягом тривалого часу. Це явище привертає нових людей до вживання. Лін часто використовується в поєднанні з алкоголем і / або іншими наркотиками.

### Небезпека
При прийомі прийнятної кількості сироп від кашлю цілком безпечний, однак небезпека виникає в більш високих дозах, оскільки прометазін є депресантом центральної нервової системи (ЦНС), а кодеїн — респіраторним депресантом. Коли кодеїн приймається в дуже великих кількостях, це може викликати зупинку дихання. Вживання алкоголю та інших наркотиків разом із ліном збільшує ймовірність порушення дихання. Фальєрас заявив, що відвар сам по собі не викликає серцеві напади, але збільшує їх ймовірність у людей, схильних до них. Напій містить величезну кількість опіатного кодеїну, який може викликати звикання у високих дозах, і Фаллієрас заявляє, що «прометазін, принаймні, неофіційно відзначений як підсилюючий ейфорійний ефект кодеїну на мозок».
Після пристрасті до напою спроба припинити регулярне вживання може викликати симптоми відміни. В інтерв'ю MTV News в 2008 році Ліл Вейн описав відмову від ліна як відчуття "смерті в животі, коли ви зупиняєтеся. Всі хочуть, щоб я припинив все це і все таке. Це не так просто".
Підтверджено або підозрюється, що лін став причиною смерті кількох відомих споживачів. Проблеми з диханням — потенційно серйозна або смертельна реакція на ліки, пов'язана з використанням кодеїну, але в основному небезпека полягає в набагато більш сильному і пригнічуючому ЦНС фенотіазиновому антигістамінному препараті прометазин. Ця проблема залежить від дози і є механізмом потенційно фатальних наслідків передозування: зупинки дихання або серця. Як і у випадку з більшістю депресантів ЦНС, змішування з алкоголем значно збільшує ризик дихальної недостатності та інших ускладнень.

## Історія
Вважається, що лін з'явився в Х'юстоні приблизно в 1960-х роках, коли блюз-музиканти взяли робітусин і розбавили його з пивом. Пізніше пиво замінили на вино. Блюзові музиканти жили в районах Х'юстона Fifth Ward, Third Ward і South Park, і цей напій перейняли репери, які виросли в тих же частинах міста. У 1980-х і 1990-х роках інгредієнти були змінені на сироп від кашлю з кодеїном і прометазином, щось на зразок комбінації глутетиміду і кодеїну, яка була популярна з 1970-х до початку дев'яностих.
Лін залишався локальним напоєм Х'юстона до тих пір, поки в 1990-х репер DJ Screw не випустив кілька пісень, в яких згадувався напій. Репери за межами Х'юстона незабаром перейняли деякі аспекти його стилю.
Лін ніколи не піддавався стигматизації в Х'юстоні, але з очевидною ранньою смертю DJ Screw, напій виявилася в центрі уваги правоохоронних органів.
У 2004 році в Техаському університеті в Остіні з'ясували, що 8,3 % учнів середніх шкіл в Техасі брали кодеіновий сироп. Управління боротьби з наркотиками повідомляло про арешти, пов'язані з сиропом, на півдні Сполучених Штатів, особливо в штатах Техас і Флорида. Станом на 2011 рік ціна ліна в Х'юстоні була вдвічі вище, ніж в Лос-Анджелесі.
В інтерв'ю 2019 американський репер Фьючер розповів про те, як кинув лін, і заявив, що він боявся, що шанувальники подумають, що його музика зміниться, якщо б він раніше публічно зізнався, що не приймає його. Репер був розчарований після того, як Juice WRLD розповів йому, що на нього вплинула його музика і через це він почав приймати наркотики, включаючи лін. Виконавці випустили спільний мікстейп під назвою Wrld on Drugs в жовтні 2018 року. 8 грудня 2019 року Juice WRLD помер від передозування наркотиками. В популярній пісні Lil Nas X "Old Town Road" є рядок «лін в моєму сечовому міхурі», хоча виконавець заявив, що не підтримує наркотик.